# پل سیکان
پل سیکان مربوط به دوره قاجار است و در شهرستان جویبار، بخش مرکزی، دهستان سیاه رود، روستای درویش محمد شاه واقع شده و این اثر در تاریخ ۲۶ اسفند ۱۳۸۶ با شمارهٔ ثبت ۲۱۹۹۳ به‌عنوان یکی از آثار ملی ایران به ثبت رسیده است.